# Dennis Wagner
Pour les articles homonymes, voir Wagner.
Dennis Wagner est un joueur d'échecs allemand né le 19 juin 1997 à Cassel.
Au 1er février 2022, il est le quinzième joueur allemand avec un classement Elo de 2 584 points.

## Biographie et carrière
En 2013, Wagner remporta le tournoi B (tournoi des maîtres, baptisé  « tournoi Helmut Kohl ») de Dortmund devant Benjamin Bok et Matthias Blübaum.
Wagner termina troisième ex æquo du championnat d'Allemagne 2012 (cinquième au départage) deuxième ex æquo du championnat d'Allemagne d'échecs en 2013 (septième au départage) et seul deuxième du championnat d'Allemagne en 2014 avec 7 points sur 9. 
Grand maître international depuis 2015, il finit à la 22e place  lors du championnat du monde d'échecs junior de 2016.
En 2017, il marque 6 points sur 9 à l'open de l'île de Man remporté par Carlsen (7,5/9) devant Anand et Nakamura (7/9).
En 2019, il finit 9e ex æquo du tournoi Grenke, un des plus forts opens mondiaux, avec 7 points sur 9, à égalité de points avec des joueurs comme Bacrot, Kunin, Essipenko, Jorden van Foreest et Firouzja.
En 2022, il épouse la joueuse kalmouke Dinara Dordjieva qui a le tire de grand maître international féminin.

## Compétitions par équipe
En 2015, lors du championnat d'Europe d'échecs des nations, il marque de 3,5 points sur 6 à l'échiquier de réserve de l'équipe d'Allemagne qui finit sixième de la compétition. La même année, il marque 5,5 points sur 9 au deuxième échiquier de l'Allemagne lors de la Mitropa Cup et remporte la médaille de bronze par équipe.